# Истинно нейтральные частицы
Истинно нейтральные частицы — элементарные частицы или системы элементарных частиц, которые переходят в себя при зарядовом сопряжении, то есть являются античастицами для самих себя. Иногда также говорят, что они не имеют античастиц.
Для того, чтобы частица называлась истинно нейтральной, недостаточно, чтобы частица была электрически нейтральной. Многие нейтральные частицы, такие как нейтрон, гипероны Σ0 и Ξ0, мезоны D0 и B0, а также нейтрино, имеют отличные от себя античастицы. Истинно нейтральные частицы полностью тождественны своим античастицам, поэтому все их квантовые числа, которые меняют знак при зарядовом сопряжении, должны быть равны нулю. Таким образом, истинные нейтральные частицы имеют нулевые значения электрического заряда, магнитного момента, барионного и лептонного чисел, изотопического спина, странности, очарования, прелести, истинности, цвета.

## Несоставные истинно нейтральные частицы
Из несоставных частиц истинно нейтральными частицами являются фотон, Z-бозон, бозон Хиггса, а также два бесцветных глюона {\displaystyle g_{3}} и {\displaystyle g_{8}}. Кроме того, есть много гипотетических истинно нейтральных частиц: гравитон, аксион и др. Все эти частицы являются бозонами. Все известные фермионы имеют какое-либо отличие от своей античастицы, но в 1937 году Этторе Майорана указал на возможность существования истинно нейтрального фермиона. Эту гипотетическую частицу называют майорановской частицей. Гипотетические частицы нейтралино в суперсимметричных моделях являются фермионами Майораны.

## Составные истинно нейтральные частицы
Истинно нейтральными частицами могут быть не только отдельные элементарные частицы, но и их системы, в том числе — системы из чётного количества фермионов. Например, позитроний — система из позитрона и электрона — является истинно нейтральной частицей, поскольку при зарядовом сопряжении позитрон заменяется на электрон, а электрон — на позитрон, вновь образуя, таким образом, позитроний.
Согласно современным представлениям, истинно нейтральные мезоны π0, φ0, η0 и др. также являются составными частицами — системами из кварка и антикварка одного аромата (так называемые кварконии).

## Зарядовая чётность
У истинно нейтральных частиц есть присущая только им характеристика — зарядовая чётность, которая показывает как изменяется её вектор состояния (волновая функция) при замене частиц античастицами (преобразование зарядового сопряжения). Если система обладает определённой зарядовой чётностью, то это означает, что при зарядовом сопряжении её волновые функции остаются неизменными (зарядово чётная система), или меняют знак (зарядово нечётная система).

## Характеристики
| Частица                                              | Символ                                        | Масса, ГэВ/c²                                                                  | Переносимое взаимодействие                                 | Взаимодействия, в которых участвует                               | Спин | Время жизни, c                               | Пример распада (>5 %)                       | Электрический заряд, e |
| ---------------------------------------------------- | --------------------------------------------- | ------------------------------------------------------------------------------ | ---------------------------------------------------------- | ----------------------------------------------------------------- | ---- | -------------------------------------------- | ------------------------------------------- | ---------------------- |
| Фотон                                                | γ                                             | 0 (теоретическое значение) < 10−22 эВ/c2 (экспериментальное ограничение)       | Электромагнитное взаимодействие                            | Электромагнитное взаимодействие, гравитационное взаимодействие    | 1    | Стабилен                                     |                                             | 0 (<10−35 e)           |
| Z-бозон                                              | Z                                             | 91,1876±0,0021 ГэВ/c2                                                          | Слабое взаимодействие                                      | Слабое взаимодействие, гравитационное взаимодействие              | 1    | 3⋅10−25                                      | l + l (лептон + соответствующий антилептон) | 0                      |
| Глюоны {\displaystyle g_{3}} и {\displaystyle g_{8}} | {\displaystyle g_{3}} и {\displaystyle g_{8}} | 0 (теоретическое значение) < 0,0002 эВ/c2 (экспериментальное ограничение)      | Сильное взаимодействие                                     | Сильное взаимодействие, гравитационное взаимодействие             | 1    | Не встречаются в свободном состоянии         |                                             | 0                      |
| Бозон Хиггса                                         | H0                                            | 125,26±0,21 ГэВ/c2                                                             | Поле Хиггса (не считается фундаментальным взаимодействием) | Поле Хиггса, слабое взаимодействие, гравитационное взаимодействие | 0    | 1,56⋅10−22 (предсказание Стандартной модели) | Два фотона, W- и Z-бозоны                   | 0                      |
| Гравитон                                             | G                                             | 0 (теоретическое значение) < 1,1 × 10−29 эВ/c2 (экспериментальное ограничение) | Гравитация                                                 | Гравитационное взаимодействие                                     | 2    | Гипотетическая частица                       |                                             | 0                      |
| Аксион                                               | A0                                            | От 10−18 до 1 МэВ/c2                                                           |                                                            | Электромагнитное взаимодействие                                   | 0    | Гипотетическая частица                       | A0 → γ + γ                                  | 0                      |
| Майорановский фермион                                |                                               | <0,2—0,4 эВ/c2                                                                 |                                                            |                                                                   | ½    | Гипотетическая частица                       |                                             | 0                      |
| Нейтралино                                           | N͂0                                            | >300 ГэВ/c2                                                                    |                                                            | Слабое взаимодействие                                             | ½    | Гипотетическая частица                       |                                             | 0                      |